# Golf under sommer-OL 2016
Golf under Sommer-OL 2016 blev afviklet på den nyanlagte olympiske golfbane på Reserva de Marapendi som ligger i Barra da Tijuca området i Rio de Janeiro fra 11. – 14. august (herrer) og 17. – 20. august (damer).
Golf var med til OL for første gang siden OL i 1904 i St. Louis, Missouri, USA. 

## Turneringsformat
Konkurrencerne blev afviklet efter de almindelige golfregler som et 72 hullers individuelt slagspil for både damer og herrer. I hver konkurrence deltog der 60 spillere.

## Medaljefordeling

### Medaljevindere
| Medaljetagere | Medaljetagere | Medaljetagere  | Medaljetagere |
| ------------- | ------------- | -------------- | ------------- |
| Disciplin     | Guld          | Sølv           | Bronze        |
| Damer         | Inbee Park    | Lydia Ko       | Shanshan Feng |
| Herrer        | Justin Rose   | Henrik Stenson | Matt Kuchar   |

### Medaljetabel
| Placering | Land           | Guld | Sølv | Bronze | Total |
| --------- | -------------- | ---- | ---- | ------ | ----- |
| 1         | Sydkorea       | 1    | -    | -      | 1     |
| 1         | Storbritannien | 1    | -    | -      | 1     |
| 3         | New Zealand    | -    | 1    | -      | 1     |
| 3         | Sverige        | -    | 1    | -      | 1     |
| 5         | Kina           | -    | -    | 1      | 1     |
| 5         | USA            | -    | -    | 1      | 1     |
| Total     | Total          | 2    | 2    | 2      | 6     |